# Xaver Höger
Xaver Höger (* 7. April 1930 in Grönenbach; † 7. April 2014 in Bad Grönenbach) war ein deutscher Leichtathlet, der 1960 an den Olympischen Spielen in Rom teilnahm.
Xaver Höger war 1956 Deutscher Meister im Crosslauf, seinen zweiten Meistertitel gewann er 1959 im 10.000-Meter-Lauf. Am 17. Juni 1960 stellte Höger in Helsinki mit 29:19,0 Minuten einen deutschen Rekord über 10.000 Meter auf, der kurz darauf von Hans Grodotzki unterboten wurde.
Zwischen 1954 und 1960 trat Höger bei 20 Veranstaltungen im Nationaltrikot an. Bei den Europameisterschaften 1958 belegte er über 10.000 Meter den 12. Platz in 29:55,8 Minuten. Zwei Jahre später stand er auch im Olympiafinale und belegte nach 29:58,0 Minuten den 17. Rang. 
Höger startete für den TV Grönenbach mit Ausnahme der Jahre 1953 bis 1955, als er für den 1. FC Kaiserslautern antrat.

## Bestzeiten
- 3000 Meter: 8:13,8 min (1959)
- 5000 Meter: 14:02,6 min (1960)
- 10.000 Meter: 29:19,0 min (1960)